# Karivellur
Karivellur es una ciudad censal situada en el distrito de Kannur en el estado de Kerala (India). Su población es de 13498 habitantes (2011). Se encuentra a 43 km de Kannur.

## Demografía
Según el censo de 2011 la población de Karivellur era de 13498 habitantes, de los cuales 6252 eran hombres y 7246 eran mujeres. Karivellur tiene una tasa media de alfabetización del 95,55%, superior a la media estatal del 94%: la alfabetización masculina es del 98,10%, y la alfabetización femenina del 93,36%.